# Svjetsko prvenstvo u motociklizmu 1972. – 500cc
Svjetsko prvenstvo u motociklizmu u klasi 500cc za 1972. godinu je sedmi put zaredom osvojio talijanski vozač Giacomo Agostini na motociklu proizvođača MV Agusta. 
 
Agostini je 1972. godine također osvojio i prvenstvo u klasi 350cc. 

## Raspored utrka i osvajači postolja
1972. godine je bilo na rasporedu 13 trkačih vikenda Svjetskog prvenstva i na svima su vožene utrke u klasi 500cc.
| rb | datum             | staza                             | utrka               | službeni naziv utrke                                                      | pole poz.           | motocikl  | naj.krug         | motocikl  | pobjednik        | motocikl  | drugoplasirani      | motocikl                    | trećeplasirani   | motocikl                    | izvj.                                                                    |
| -- | ----------------- | --------------------------------- | ------------------- | ------------------------------------------------------------------------- | ------------------- | --------- | ---------------- | --------- | ---------------- | --------- | ------------------- | --------------------------- | ---------------- | --------------------------- | ------------------------------------------------------------------------ |
| 1  | 30. travnja 1972. | Nürburgring Nordschleife          | VN Njemačke         | Internationales ADAC-Eifelrennen                                          |                     |           | Giacomo Agostini | MV Agusta | Giacomo Agostini | MV Agusta | Alberto Pagani      | MV Agusta                   | Kim Newcombe     | König                       | [ 1 ] [ 2 ] [ 3 ] [ 4 ] [ 5 ] [ 6 ] [ 7 ] [ 8 ] [ 9 ] [ 10 ] [ 11 ]      |
| 2  | 7. svibnja 1972.  | Charade (Clermont-Ferrand)        | VN Francuske        | Championnat du Monde de Vitesse Motos et Side-Cars / Grand Prix de France | Christian Bourgeois | Yamaha    | Giacomo Agostini | MV Agusta | Giacomo Agostini | MV Agusta | Christian Bourgeois | Yamaha                      | Rob Bron         | Suzuki                      | [ 1 ] [ 2 ] [ 3 ] [ 4 ] [ 12 ] [ 13 ] [ 14 ] [ 15 ] [ 16 ] [ 17 ]        |
| 3  | 14. svibnja 1972. | Salzburgring                      | VN Austrije         | rosser Preis von Österreich                                               | Giacomo Agostini    | MV Agusta | Giacomo Agostini | MV Agusta | Giacomo Agostini | MV Agusta | Guido Mandracci     | Suzuki                      | Bosse Granath    | Husqvarna                   | [ 1 ] [ 2 ] [ 3 ] [ 4 ] [ 18 ] [ 19 ] [ 20 ] [ 21 ] [ 22 ] [ 23 ]        |
| 4  | 21. svibnja 1972. | Imola - Dino Ferrari              | VN Nacija           | 50° Gran Premio delle Nazioni                                             | Giacomo Agostini    | MV Agusta | Giacomo Agostini | MV Agusta | Giacomo Agostini | MV Agusta | Alberto Pagani      | MV Agusta                   | Bruno Spaggiari  | Ducati                      | [ 1 ] [ 2 ] [ 3 ] [ 4 ] [ 24 ] [ 25 ] [ 26 ] [ 27 ] [ 28 ]               |
| 5  | 9. lipnja 1972.   | Snaefell Mountain                 | Tourist Trophy      | The 1972 Manx Grand Prix                                                  |                     |           | Giacomo Agostini | MV Agusta | Giacomo Agostini | MV Agusta | Alberto Pagani      | MV Agusta                   | Mick Grant       | Kawasaki                    | [ 1 ] [ 2 ] [ 3 ] [ 4 ] [ 29 ] [ 30 ] [ 31 ] [ 32 ] [ 33 ] [ 34 ]        |
| 6  | 18. lipnja 1972.  | Preluk - Opatija                  | VN Jugoslavije      |                                                                           | Giacomo Agostini    | MV Agusta | Giacomo Agostini | MV Agusta | Alberto Pagani   | MV Agusta | Chas Mortimer       | Yamaha                      | Paul Eickelberg  | König                       | [ 1 ] [ 2 ] [ 3 ] [ 4 ] [ 35 ] [ 36 ] [ 37 ] [ 38 ]                      |
| 7  | 24. lipnja 1972.  | Assen                             | VN Nizozemske       | Grote Prijs van Nederland der KNMV / Dutch TT Assen                       | Giacomo Agostini    | MV Agusta | Giacomo Agostini | MV Agusta | Giacomo Agostini | MV Agusta | Alberto Pagani      | MV Agusta                   | Bruno Kneubühler | Yamaha                      | [ 1 ] [ 2 ] [ 3 ] [ 4 ] [ 39 ] [ 40 ] [ 41 ] [ 42 ] [ 43 ] [ 44 ]        |
| 8. | 2. srpnja 1972.   | Spa-Francorchamps                 | VN Belgije          | Grand Prix de Belgique des Motos - Grote Prijs van Belgie voor Moto's     |                     |           | Giacomo Agostini | MV Agusta | Giacomo Agostini | MV Agusta | Alberto Pagani      | MV Agusta                   | Rodney Gould     | Yamaha                      | [ 1 ] [ 2 ] [ 3 ] [ 4 ] [ 45 ] [ 46 ] [ 47 ] [ 48 ] [ 49 ] [ 50 ]        |
| 9  | 9. srpnja 1972.   | Sachsenring                       | VN Istočne Njemačke | Großer Preis der Deutschen Demokratischen Republik                        |                     |           | Giacomo Agostini | MV Agusta | Giacomo Agostini | MV Agusta | Rodney Gould        | Yamaha                      | Kim Newcombe     | König                       | [ 1 ] [ 2 ] [ 3 ] [ 4 ] [ 51 ] [ 52 ] [ 53 ] [ 54 ] [ 55 ] [ 56 ]        |
| 10 | 16. srpnja 1972.  | Brno                              | VN Čehoslovačke     | XXII. Grand Prix ČSSR                                                     |                     |           | Giacomo Agostini | MV Agusta | Giacomo Agostini | MV Agusta | Jack Findlay        | Suzuki (JADA-Suzuki) (Jada) | Bruno Kneubühler | Yamaha                      | [ 1 ] [ 2 ] [ 3 ] [ 4 ] [ 57 ] [ 58 ] [ 59 ] [ 60 ] [ 61 ] [ 62 ] [ 63 ] |
| 11 | 23. srpnja 1972.  | Anderstorp (Scandinavian Raceway) | VN Švedske          | VM Sveriges Grand Prix för motorcyklar                                    | Rodney Gould        | Yamaha    | Giacomo Agostini | MV Agusta | Giacomo Agostini | MV Agusta | Rodney Gould        | Yamaha                      | Bosse Granath    | Husqvarna                   | [ 1 ] [ 2 ] [ 3 ] [ 4 ] [ 64 ] [ 65 ] [ 66 ] [ 67 ] [ 68 ]               |
| 12 | 30. srpnja 1972.  | Imatra                            | VN Finske           | XI Imatranajo                                                             |                     |           | Giacomo Agostini | MV Agusta | Giacomo Agostini | MV Agusta | Alberto Pagani      | MV Agusta                   | Rodney Gould     | Yamaha                      | [ 1 ] [ 2 ] [ 3 ] [ 4 ] [ 69 ] [ 70 ] [ 71 ] [ 72 ] [ 73 ] [ 74 ]        |
| 13 | 23. rujna 1972.   | Barcelona – Montjuïc              | VN Španjolske       | XXII Gran Premio de España                                                | Bruno Kneubühler    | Yamaha    | Chas Mortimer    | Yamaha    | Chas Mortimer    | Yamaha    | Dave Simmonds       | Kawasaki                    | Jack Findlay     | Suzuki (JADA-Suzuki) (Jada) | [ 1 ] [ 2 ] [ 3 ] [ 4 ] [ 75 ] [ 76 ] [ 77 ] [ 78 ] [ 79 ] [ 80 ]        |

1. startna pozicija (eng. pole position) – kao statistika se broji od 1974. godine, dotad nije službeno dijeljena, te je ovisila o pojedinim stazama i utrkama 

VN Njemačke - također navedena kao VN Zapadne Njemačke, odnosno kao Eifelrennen 

VN Nacija - također navedena kao VN Italije 

Tourist Trophy - za TT utrku je klasa nazvana Senior TT 

VN Nizozemske - također navedena kao Dutch TT, odnosno kao TT Assen 

VN Ulstera (staza Dundrod) - bila planirana za kolovoz 1972., ali je otkazana 

VN Švedske - također navedena kao Swedish TT 

VN Finske - također navedena kao Imatranajo

## Poredak za vozače
Sustav bodovanja
Bodove je osvajalo prvih 10 vozača u utrci. Od ukupnog broja osvojenih bodova, u poretku su vozaču stavljeni bodovi iz 7 utrka s najboljim plasmanom. 
| pozicija u utrci | 1. | 2. | 3. | 4. | 5. | 6. | 7. | 8. | 9. | 10. |
| bodovi           | 15 | 12 | 10 | 8  | 6  | 5  | 4  | 3  | 2  | 1   |

| mj. | vozač                | konstruktor                 | bm                             | momčad (tim)          | motocikl                    | bodova u poretku | ukupno bodova |
| --- | -------------------- | --------------------------- | ------------------------------ | --------------------- | --------------------------- | ---------------- | ------------- |
| 1.  | Giacomo Agostini     | MV Agusta                   | 1 / 8 / 51 / 501               | MV Meccanica Verghera | MV Agusta                   | 105              | (165)         |
| 2.  | Alberto Pagani       | MV Agusta                   | 2 / 3 / 4 / 36 / 62 / 533      | MV Meccanica Verghera | MV Agusta                   | 87               |               |
| 3.  | Bruno Kneubühler     | Yamaha                      | 1 / 5 / 18 / 29 / 30 / 36 / 80 |                       | Yamaha                      | 54               | (57)          |
| 4.  | Rodney Gould         | Yamaha                      | 4 / 16 / 50 / 85               |                       | Yamaha                      | 52               |               |
| 5.  | Bosse Granath        | Husqvarna                   | 3 / 16 / 29 / 38 / 61 / 518    |                       | Husqvarna                   | 47               | (51)          |
| 6.  | Chas Mortimer        | Yamaha                      | 5 / 6 / 34                     |                       | Yamaha                      | 42               |               |
| 7.  | Dave Simmonds        | Kawasaki                    | 4 / 8 / 9 / 10 / 24 / 536      |                       | Kawasaki                    | 42               |               |
| 8.  | Billie Nelson        | Yamaha Paton Honda          | 6 / 9 / 10 / 36 / 52 / 531     |                       | Yamaha Paton Honda          | 31               | (33)          |
| 9.  | Jack Findlay         | Suzuki (JADA-Suzuki) (Jada) | 6 / 11 / 18 / 56 / 514         | Danièlle Fontana      | Suzuki JADA-Suzuki Jada     | 31               |               |
| 10. | Kim Newcombe         | König                       | 7 / 38 / 66 / 555              | König Motorenbau      | König                       | 27               |               |
| 11. | Guido Mandracci      | Suzuki                      | 6 / 27 / 56                    |                       | Suzuki                      | 24               |               |
| 12. | Christian Bourgeois  | Yamaha                      | 10 / 42 / 53                   | Sonauto-Yamaha        | Yamaha                      | 20               |               |
| 13. | Rob Bron             | Suzuki                      | 3 / 4                          | N.V. Nimag            | Suzuki                      | 18               |               |
| 14. | Sven-Olof Gunnarsson | Kawasaki                    | 25 / 30 / 67                   |                       | Kawasaki                    | 16               |               |
| 15. | Jerry Lancaster      | Suzuki Yamaha               | 14 / 35 / 88                   |                       | Suzuki Yamaha               | 14               |               |
| 16. | Paul Eickelberg      | König                       | 12                             |                       | König                       | 13               |               |
| 17. | Bruno Spaggiari      | Ducati                      | 9                              |                       | Ducati                      | 10               |               |
| 17. | Mick Grant           | Kawasaki                    | 14                             | Padgett               | Kawasaki                    | 10               |               |
| 19. | Gianpiero Zubani     | Kawasaki                    | 11                             |                       | Kawasaki                    | 9                |               |
| 20. | Sergio Baroncini     | Ducati                      | 5                              |                       | Ducati                      | 9                |               |
| 21. | Lothar John          | Yamaha Suzuki               | 14 / 20 / 60 565               | Reifag Racing Team    | Yamaha Suzuki               | 9                |               |
| 22. | Paul Smart           | Ducati                      | 8                              |                       | Ducati                      | 8                |               |
| 22. | Kevin Cowley         | Seeley Seeley-Matchless     |                                |                       | Seeley Seeley-Matchless     | 8                |               |
| 22. | Hideo Kanaya         | Yamaha                      |                                |                       | Yamaha                      | 8                |               |
| 25. | Piet van der Wal     | Kawasaki                    |                                |                       | Kawasaki                    | 7                |               |
| 26. | Ernst Hiller         | König Kawasaki              |                                |                       | König Kawasaki              | 6                |               |
| 26. | André Pogolotti      | Suzuki                      |                                |                       | Suzuki                      | 6                |               |
| 26. | Derek Chatterton     | Yamaha                      |                                |                       | Yamaha                      | 6                |               |
| 29. | Klaus Huber          | Kawasaki                    |                                |                       | Kawasaki                    | 5                |               |
| 29. | Charlie Williams     | Yamaha                      |                                |                       | Yamaha                      | 5                |               |
| 29. | Charlie Dobson       | Kawasaki                    |                                |                       | Kawasaki                    | 5                |               |
| 29. | Eric Offenstadt      | Kawasaki Yamaha             |                                | Ecurie Baranne        | Kawasaki Yamaha             | 5                |               |
| 29. | Pentti Korhonen      | Yamaha                      |                                |                       | Yamaha                      | 5                |               |
| 34. | Kurt-Ivan Carlsson   | Yamaha                      | 11 / 46 / 64                   |                       | Yamaha                      | 5                |               |
| 35. | Silvano Bertarelli   | Kawasaki Paton              |                                |                       | Kawasaki Paton              | 4                |               |
| 35. | Selwyn Griffiths     | Matchless                   |                                |                       | Matchless                   | 4                |               |
| 35. | Alois Maxwald        | Rotax                       |                                | MSC Rutzenmoos        | Rotax                       | 4                |               |
| 38. | Clive Brown          | Suzuki                      |                                |                       | Suzuki                      | 3                |               |
| 38. | Paul Cott            | Seeley                      |                                |                       | Seeley                      | 3                |               |
| 38. | Derek Lee            | Suzuki Seeley               |                                |                       | Suzuki Seeley               | 3                |               |
| 38. | Getulio Marcaccini   | Aermacchi                   |                                |                       | Aermacchi                   | 3                |               |
| 42. | Carlo Marelli        | Paton Kawasaki              |                                |                       | Paton Kawasaki              | 3                |               |
| 43. | Kendo Takeshi Araoka | Kawasaki                    |                                |                       | Kawasaki                    | 2                |               |
| 43. | Árpád Juhos          | Metisse/Matchless Aermacchi |                                |                       | Metisse/Matchless Aermacchi | 2                |               |
| 43. | Seppo Kangasniemi    | Yamaha                      |                                |                       | Yamaha                      | 2                |               |
| 43. | Johnny Bengtsson     | Husqvarna                   |                                |                       | Husqvarna Husqvarna-Proto   | 2                |               |
| 47. | Charlie Sanby        | Suzuki                      | 12                             | Hin-Tac               | Suzuki                      | 1                |               |
| 47. | Roberto Gallina      | Paton ASG                   |                                | Giuseppe Pattoni      | Paton ASG                   | 1                |               |
| 47. | Josef Özelt          | Matchless                   |                                |                       | Matchless                   | 1                |               |
| 47. | Ulf Nilsson          | Suzuki                      |                                |                       | Suzuki                      | 1                |               |
| 47. | Maurice Hawthorne    | Kawasaki                    |                                |                       | Kawasaki                    | 1                |               |

 u ljestvici vozači koji su osvojili bodove u prvenstvu 

## Poredak za konstruktore
Sustav bodovanja
Bodove za proizvođača osvaja najbolje plasirani motocikl proizvođača među prvih 10 u utrci, te se uzima 7 najboljih plasmana po utrkama. 
| pozicija u utrci | 1. | 2. | 3. | 4. | 5. | 6. | 7. | 8. | 9. | 10. |
| bodovi           | 15 | 12 | 10 | 8  | 6  | 5  | 4  | 3  | 2  | 1   |

MV Agusta prvak u poretku konstruktora. 
| mj. | konstruktor           | bod | ukupno bodova |
| --- | --------------------- | --- | ------------- |
| 1.  | MV Agusta             | 105 | (180)         |
| 2.  | Yamaha                | 83  | (124)         |
| 3.  | Suzuki ( Jada-Suzuki) | 61  | (68)          |
| 4.  | Kawasaki              | 57  | (75)          |
| 5.  | Husqvarna             | 47  | (53)          |
| 6.  | König                 | 39  |               |
| 7.  | Ducati                | 15  |               |
| 8.  | Seeley                | 8   |               |
| 9.  | Matchless             | 6   |               |
| 10. | Rotax                 | 4   |               |
| 11. | Aermacchi             | 3   |               |
| 12. | Paton                 | 2   |               |

 u ljestvici konstruktori koji su osvojili bodove u prvenstvu 

## Vanjske poveznice
- (engl.) motogp.com
- (fr.) racingmemo.free.fr, LES CHAMPIONNATS DU MONDE DE VITESSE MOTO
- (engl.) motorsportstats.com, MotoGP
- (fr.) pilotegpmoto.com, wayback
- (nizoz.) jumpingjack.nl, Alle Grand-Prix uitslagen en bijzonderheden, van 1973 (het jaar dat Jack begon met racen) tot heden.
- (engl.) motorsport-archive.com, World 500ccm Championship :: Overview, wayback arhiva
- (engl.) the-sports.org, Moto - Moto GP - Prize list
- (engl.) motorsportmagazine.com, World Motorcycle Championship / MotoGP
- (engl.) motorsporttop20.com, Motorcycle Championships
- (engl.) progcovers.com, Motor Racing Programme Covers / FIM Grand Prix World Championship Programmes / 500cc Class / MotoGP
- (engl.) en.wikipedia.org, 72 Grand Prix motorcycle racing seasonon
- (njem.) de.wikipedia.org, Motorrad-Weltmeisterschaft 1972
- (tal.) it.wikipedia.org, Risultati del motomondiale 1972
- (šp.) es.wikipedia.org, Temporada 1972 del Campeonato del Mundo de Motociclismo
- (nizoz.) nl.wikipedia.org, Wereldkampioenschap wegrace 1972